# Sonseca
Sonseca – gmina w Hiszpanii, w prowincji Toledo, w Kastylii-La Mancha, o powierzchni 59,56 km². W 2011 roku gmina liczyła 11 630 mieszkańców.